# Coryphantha retusa
Coryphantha retusa är en kaktusväxtart som först beskrevs av Louis Ludwig Karl Georg Pfeiffer, och fick sitt nu gällande namn av Nathaniel Lord Britton och Joseph Nelson Rose. Coryphantha retusa ingår i släktet Coryphantha, och familjen kaktusväxter. Inga underarter finns listade i Catalogue of Life.